# Joseph Paintsil
Joseph Paintsil (Accra, 1 februari 1998) is een Ghanees voetballer die als flankaanvaller speelt. Hij verliet het Belgische KRC Genk in de winterperiode van 2023/24. Hij koos voor een avontuur in de Amerikaanse Major League Soccer, waar hij voor LA Galaxy tekende. Paintsil debuteerde in 2017 in het Ghanees voetbalelftal.

## Carrière
Paintsil speelde in de jeugdreeksen voor Tema Youth FC uit de Ghanese stad Accra. In het seizoen 2016-2017 scoorde hij tien doelpunten in 22 wedstrijden voor het eerste elftal, wat hem een uitleenbeurt aan de Hongaarse eersteklasser Ferencvárosi TC opleverde. Ook in Hongarije vond hij vlot de weg naar doel: in het seizoen 2017-2018 scoorde hij tien keer in 25 competitiewedstrijden.
In de zomer van 2018 werd bekend dat de Belgische eersteklasser KRC Genk hem definitief had aangetrokken, Paintsil tekende bij de Limburgse club een contract voor 4 jaar met een optie op nog één bijkomend seizoen. Hij debuteerde op 19 augustus in de competitiewedstrijd tegen Sporting Charleroi, Paintsil mocht na 62 minuten invallen voor Leandro Trossard. Op speeldag 10 van de competitie scoorde hij 2 doelpunten in de topper op het veld van KAA Gent, Genk won deze wedstrijd overtuigend met 1-5, mede dankzij zijn twee doelpunten. Dit waren ook meteen zijn eerste doelpunten voor Genk. Met Genk werd hij in zijn eerste seizoen bij de club meteen landskampioen. In het seizoen na de titel moest hij mee het vertrek van enkele sterkhouders opvangen, Paintsil kreeg veel speelkansen maar wist nooit volledig te overtuigen.
In het seizoen 2020/21 besliste Genk om hem voor één seizoen uit te lenen aan het Turkse Ankaragücü. Hier kwam Paintsil veel aan spelen toe en pikte hij ook geregeld zijn doelpunt mee. In 33 wedstrijden wist hij dat seizoen 11 keer de netten te vinden. Ondanks zijn goede seizoen kon Paintsil niet verhinderen dat zijn club degradeerde uit de Turkse hoogste divisie.
In de voorbereiding van het seizoen 2021/22 sloot Paintsil opnieuw aan bij Genk waar hij een nieuwe kans kreeg om zich te bewijzen onder trainer John van den Brom. Hij schipperde dat seizoen tussen een plek in de basisopstelling en een plek op de invallersbank. Paintsil sloot het seizoen af op 28 wedstrijden waarin hij 3 keer tot scoren kwam. In het seizoen 2022/23 kreeg Paintsil onder de nieuwe coach Wouter Vrancken al vroeg zijn kans in de basis na de uitgaande transfer van Junya Ito en de zware blessure van Luca Oyen. Hij groeide dat seizoen, voor het eerst in zijn Genkse periode, uit tot een onbetwiste basisspeler. Op 14 september 2022 verlengde Paintsil zijn contract bij Genk, dat aan het einde van het seizoen af zou lopen, tot de zomer van 2026.
Op 21 februari 2024 werd Paintsil naar de Amerikaanse club Los Angeles Galaxy uit de Major League Soccer competitie getransfereerd. Hij tekende er een contract tot eind 2027. RC Genk ontving een transferbedrag van zo'n 8,5 miljoen euro.

## Statistieken
| Seizoen | Club            | Land      | Reeks             | Wed | Goals |
| ------- | --------------- | --------- | ----------------- | --- | ----- |
| 2017/18 | Ferencvárosi TC | Hongarije | Nemzeti Bajnokság | 25  | 10    |
| 2018/19 | KRC Genk        | België    | Eerste klasse A   | 24  | 3     |
| 2019/20 | KRC Genk        | België    | Eerste klasse A   | 18  | 1     |
| 2020/21 | → Ankaragücü    | Turkije   | Süper Lig         | 33  | 11    |
| 2021/22 | KRC Genk        | België    | Eerste klasse A   | 28  | 3     |
| 2022/23 | KRC Genk        | België    | Eerste klasse A   | 36  | 17    |
| 2023/24 | KRC Genk        | België    | Eerste klasse A   | 10  | 2     |
| Totaal  |                 |           |                   | 174 | 47    |

## Interlandcarrière
Op 25 mei 2017 speelde Paintsil zijn eerste interland voor Ghana tegen Benin. Deze interland werd echter niet erkend door de FIFA.

## Palmares
| Belgisch kampioen  | 1x | 2018/19 |
| Belgische Supercup | 1x | 2019    |

## Trivia
Zijn twee jaar oudere broer Seth Paintsil is ook actief als profvoetballer, hij komt sinds juli 2021 uit voor de Oostenrijkse eersteklasser TSV Hartberg.